# ريتشارد ميلز (ملحن)
ريتشارد ميلز (بالإنجليزية: Richard Mills)‏ هو موزع وملحن أسترالي، ولد في 14 نوفمبر 1949.

## وصلات خارجية
- ريتشارد ميلز على موقع ميوزك برينز (الإنجليزية)
- ريتشارد ميلز على موقع أول ميوزيك (الإنجليزية)
- ريتشارد ميلز على موقع ديسكوغز (الإنجليزية)